# Mo-Do
Mo-Do, pseudonimo di Fabio Frittelli (Monfalcone, 24 luglio 1966 – Udine, 6 febbraio 2013), è stato un cantante e modello italiano, nato da madre austriaca e padre italiano, arrivato alla popolarità negli anni novanta.

## Biografia
Ebbe le prime esperienze musicali con il gruppo hard rock dei Validi Alibi dove suonava come bassista.
In seguito fece parte per un breve periodo come cantante del gruppo musicale monfalconese Blue The King, per il quale nel 1988 registrò il brano Dentro Me, pubblicato indipendentemente all'interno della compilation Ritmi Urbani, cantando in italiano.
Nel 1994 fece il suo esordio con il nome Mo-Do, che deriva dalle iniziali della città di nascita di Frittelli (Monfalcone) e dal suo giorno di nascita (domenica). Il suo produttore fu Claudio Zennaro alias Einstein Doctor DJ. 
La canzone più conosciuta è Eins, Zwei, Polizei, tormentone dell'estate del 1994 nelle discoteche di tutta Europa. Ispirata a due canzoni tedesche (Der Kommissar di Falco e Da Da Da dei Trio) e a una filastrocca per bambini, la canzone salì in vetta a tutte le classifiche musicali europee di quell'anno. Nell'inverno 1994-1995 uscì un altro singolo di successo dal titolo Super Gut. Nell'estate 1995 esce invece Gema tanzen. Contemporaneamente a queste hit esce l'album Was Ist Das?. Nell'inverno 1995-1996 esce il quarto singolo Sex Bump Twist. Nel 1999 fece uscire il singolo Superdisco (Cyberdisco), ma la sua voce è assente ed è presente solo una voce computerizzata e la versione remix di Eins, Zwei, Polizei (Eins, Zwei, Polizei Remix '99).
Ritiratosi come cantante, nel 2000 produsse con Francesco Contadini il singolo degli Space 2999 Tanz Mit Den Roboten, che uscì nel febbraio dello stesso anno.
Lavorò anche come modello per Dolce & Gabbana, Versace e molti altri stilisti. Successivamente collaborò alla gestione della discoteca Mr. Charlie di Lignano Sabbiadoro.
Frittelli fu rinvenuto senza vita il 6 febbraio 2013 nella sua abitazione di Udine. I carabinieri e la polizia, dopo approfondite indagini, confermarono l'ipotesi del suicidio.
Nel 2014 uscì il film Sexy shop di Maria Erica Pacileo e Fernando Maraghini, al quale Mo-Do aveva partecipato come attore prima di morire.

## Discografia

### Album
- 1995 – Was Ist Das?

### Singoli
- 1994 – Eins, Zwei, Polizei
- 1994 – Super Gut
- 1995 – Gema Tanzen
- 1996 – Sex Bump Twist
- 1999 – Superdisco